# Montenegro en los Juegos Olímpicos de Londres 2012
Montenegro estuvo representado en los Juegos Olímpicos de Londres 2012 por un total de 33 deportistas que compitieron en 7 deportes. Responsable del equipo olímpico fue el Comité Olímpico de Montenegro, así como las federaciones deportivas nacionales de cada deporte con participación.
El portador de la bandera en la ceremonia de apertura fue el yudoca Srđan Mrvaljević.

## Medallistas
El equipo olímpico de Montenegro obtuvo las siguientes medallas:
| Nombre | Deporte   | Competición |
| ------ | --------- | ----------- |
| Oro    |           |             |
| —      |           |             |
| Plata  |           |             |
| Equipo | Balonmano | Torneo F    |
| Bronce |           |             |
| —      |           |             |